# Victor Emanuel I van Sardinië
Victor Emanuel I (Turijn, 24 juli 1759 – Moncalieri, 10 januari 1824) was van 1802 tot 1821 koning van Sardinië. Hij was de derde zoon van koning Victor Amadeus III en Maria Antonia van Bourbon, dochter van Filips V van Spanje.
Victor Emanuel nam als opperbevelhebber deel aan de Eerste Coalitie tegen Frankrijk (1792–1797) en volgde in 1802 zijn broer Karel Emanuel IV, die troonsafstand deed, op als koning van Sardinië. Van het koninkrijk restte op dat moment slechts het eiland waaraan het zijn naam ontleende. De belangrijkere gebieden op het Italiaanse vasteland waren bezet door Frankrijk. Victor Emanuel reisde in 1806 af naar Cagliari en leefde daar tot 1814 min of meer in ballingschap.
Na de val van Napoleon in 1814 kreeg Victor Emanuel Piëmont en Savoye weer terug en in 1815 werd ook de voormalige republiek Genua aan zijn rijk toegevoegd. Hij regeerde op reactionaire wijze en was bij het volk ongeliefd. Vanwege een opstand van de Carbonari trad hij op 13 maart 1821 af ten gunste van zijn jongere broer Karel Felix. Daar deze afwezig was benoemde hij zijn meer liberale neef Karel Albert tot regent. Deze zag zich genoodzaakt een zeer liberale constitutie in te stellen. Enige dagen later arriveerde de conservatieve Karel Felix echter met een Oostenrijks leger. Karel Felix maakte de liberale maatregelen ongedaan en dwong Karel Albert te vluchten.
Victor Emanuel I stierf te Moncalieri bij Turijn.

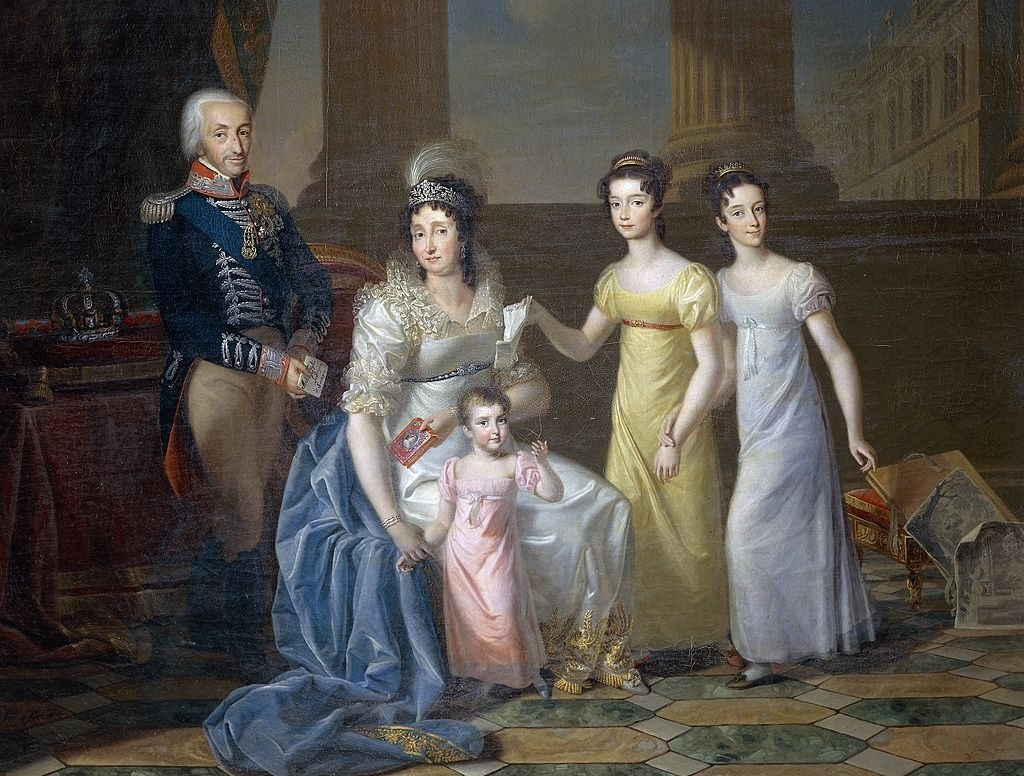
Victor Emanuel met zijn gezin

## Kinderen
Victor Emanuel huwde op 21 april 1789 Maria Theresia, dochter van aartshertog Ferdinand van Oostenrijk. Uit dit huwelijk  werden zeven kinderen geboren:
- Maria Beatrix (6 december 1792 - 15 september 1840), gehuwd met hertog Frans IV van Modena
- Maria Adelheid (1 oktober 1794 - 9 maart 1795)
- Karel Emanuel (3 november 1796 - 9 augustus 1799)
- Een dochter (20 december 1800 - 10 januari 1801)
- Maria Theresia (19 september 1803 - 16 juli 1879), gehuwd met Karel Lodewijk van Bourbon-Parma, eerder koning van Etrurië
- Maria Anna (19 september 1803 - 4 mei 1884), gehuwd met keizer Ferdinand I van Oostenrijk.
- Maria Christina (14 november 1812 - 31 januari 1830), gehuwd met de latere koning Ferdinand II der Beide Siciliën

## Voorouders
| Overgrootouders | Victor Amadeus II van Sardinië (1666–1732) ∞ Anne Marie van Orléans (1669–1728)                    | Victor Amadeus II van Sardinië (1666–1732) ∞ Anne Marie van Orléans (1669–1728)                    | Ernst Leopold van Hessen-Rheinfels-Rotenburg (1684-1749) ∞ Eleonora Maria van Löwenstein-Wertheim-Rochefort (1686-1753) | Ernst Leopold van Hessen-Rheinfels-Rotenburg (1684-1749) ∞ Eleonora Maria van Löwenstein-Wertheim-Rochefort (1686-1753) | Lodewijk van Frankrijk (1661-1711) ∞ 1680 Maria Anna Victoria van Beieren (1660-1690) | Lodewijk van Frankrijk (1661-1711) ∞ 1680 Maria Anna Victoria van Beieren (1660-1690) | Odoardo Farnese (1666-1693) ∞ 1690 Dorothea Sophia van Palts-Neuburg (1670-1748)    | Odoardo Farnese (1666-1693) ∞ 1690 Dorothea Sophia van Palts-Neuburg (1670-1748)    | Odoardo Farnese (1666-1693) ∞ 1690 Dorothea Sophia van Palts-Neuburg (1670-1748) | Odoardo Farnese (1666-1693) ∞ 1690 Dorothea Sophia van Palts-Neuburg (1670-1748) |
| Grootouders     | Karel Emanuel III van Sardinië (1701–1773) ∞ Polyxena van Hessen-Rheinfels-Rotenburg (1706 – 1735) | Karel Emanuel III van Sardinië (1701–1773) ∞ Polyxena van Hessen-Rheinfels-Rotenburg (1706 – 1735) | Karel Emanuel III van Sardinië (1701–1773) ∞ Polyxena van Hessen-Rheinfels-Rotenburg (1706 – 1735)                      | Karel Emanuel III van Sardinië (1701–1773) ∞ Polyxena van Hessen-Rheinfels-Rotenburg (1706 – 1735)                      | Filips V van Spanje (1683-1746) ∞ 1714 Elisabetta Farnese (1692-1766)                 | Filips V van Spanje (1683-1746) ∞ 1714 Elisabetta Farnese (1692-1766)                 | Filips V van Spanje (1683-1746) ∞ 1714 Elisabetta Farnese (1692-1766)               | Filips V van Spanje (1683-1746) ∞ 1714 Elisabetta Farnese (1692-1766)               |                                                                                  |                                                                                  |
| Ouders          | Victor Amadeus III van Sardinië (1726–1796) ∞ Maria Antonia van Bourbon (1729-1785)                | Victor Amadeus III van Sardinië (1726–1796) ∞ Maria Antonia van Bourbon (1729-1785)                | Victor Amadeus III van Sardinië (1726–1796) ∞ Maria Antonia van Bourbon (1729-1785)                                     | Victor Amadeus III van Sardinië (1726–1796) ∞ Maria Antonia van Bourbon (1729-1785)                                     | Victor Amadeus III van Sardinië (1726–1796) ∞ Maria Antonia van Bourbon (1729-1785)   | Victor Amadeus III van Sardinië (1726–1796) ∞ Maria Antonia van Bourbon (1729-1785)   | Victor Amadeus III van Sardinië (1726–1796) ∞ Maria Antonia van Bourbon (1729-1785) | Victor Amadeus III van Sardinië (1726–1796) ∞ Maria Antonia van Bourbon (1729-1785) |                                                                                  |                                                                                  |